# Alain Finkielkraut

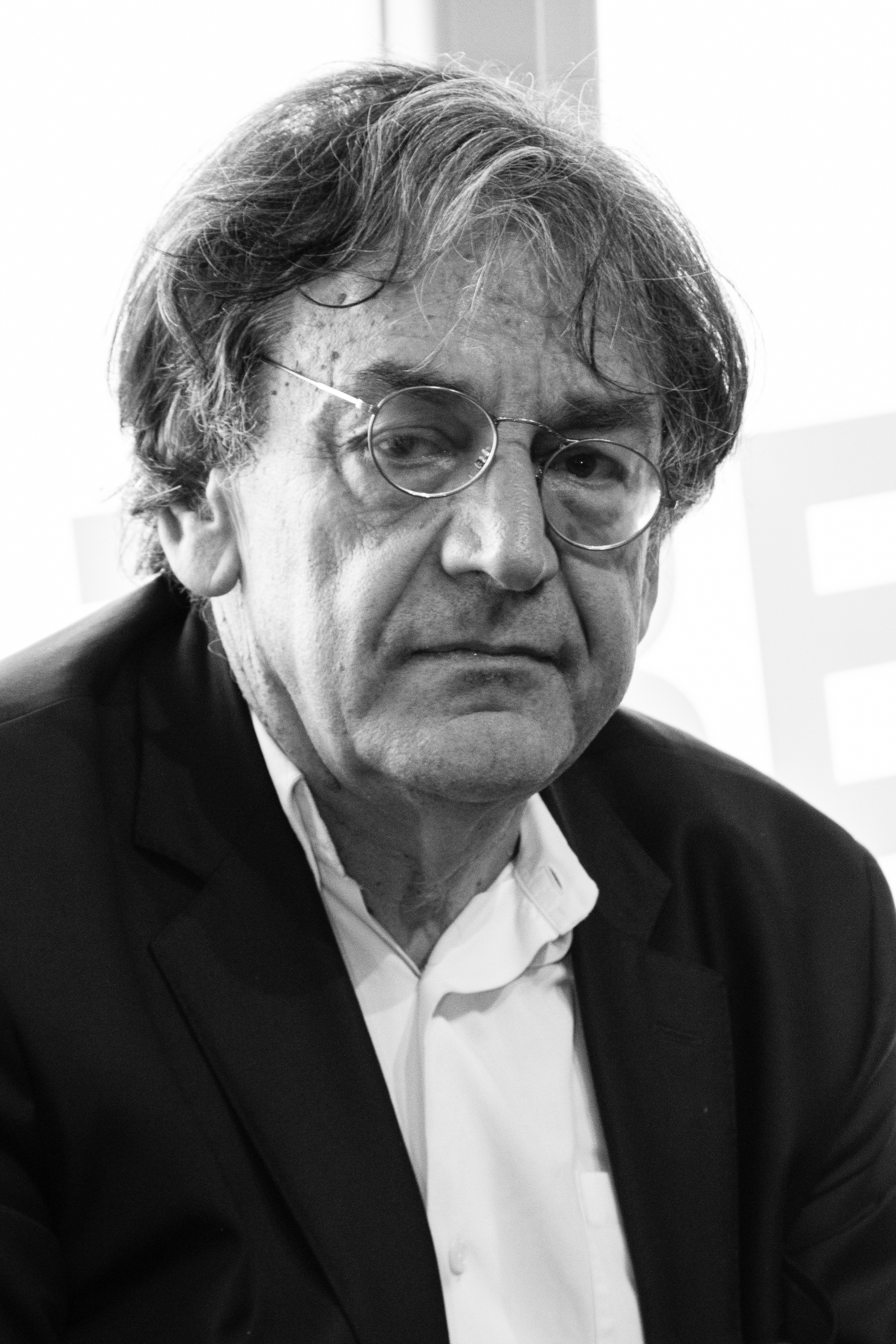
Alain Finkielkraut por Claude Truong-Ngoc, 2013.

Alain Finkielkraut (París, 30 de junio de 1949) es un intelectual francés de origen judío, conocido polemista y autor de numerosos ensayos. Fue elegido miembro de la Academia Francesa el 10 de abril de 2014, para ocupar el asiento número 21 que había quedado vacante a la muerte de Félicien Marceau.

## Biografía
Es hijo único de un judío polaco deportado a Auschwitz. Antiguo alumno de la Escuela Normal Superior de St. Cloud, es profesor de la École Polytechnique de París, una prestigiosa escuela de ingeniería, donde imparte clases de Historia de las Ideas en el Departamento de Humanidades y Ciencias Sociales. 

## Trayectoria
En un primer momento se le asoció a los «nuevos filósofos», junto a Pascal Bruckner, André Glucksmann y Bernard-Henri Lévy. También fue relacionado con el pensamiento de Michel Foucault, en su intento de ensayar un periodismo más profundo. Ha mostrado su admiración por la obra de Emmanuel Lévinas, Milan Kundera y Hannah Arendt, y se ha inspirado en ellos para analizar críticamente la «barbarie del mundo moderno», y para construir su visión escéptica del progreso, que empieza a plasmar a partir de La derrota del pensamiento (1987). En sus ensayos analiza también la fragilidad del medio social, la indiferencia ante la memoria y, en suma, el papel del intelectual contemporáneo en la sociedad posmoderna. 
Finkielkraut pertenece también al grupo de intelectuales que aparece con regularidad en los medios de comunicación y toma posición en temas de actualidad, como fue la guerra de Yugoslavia (fue de los primeros en denunciar la limpieza étnica de los serbios) o los disturbios de Francia de 2005 y cómo, en su opinión, una sociedad multirracial como la francesa puede llegar a convertirse en «multirracista». 
En algunas de sus obras ha defendido con convicción su vínculo con la comunidad judía, y ha mostrado su inquietud por el resurgimiento en Francia de un nuevo antisemitismo que, a diferencia del antisemitismo tradicional de extrema derecha, sería progresista y de izquierdas. 

## Obras
- La Défaite de la pensée, 1987 (La derrota del pensamiento).
- Le juif imaginaire, 1981 (El judío imaginario).
- La sagesse de l'amour, 1984 (La sabiduría del amor)
- L'humanité perdue, 1996 (La humanidad perdida)
- Le Mécontemporain: Péguy, lecteur du monde moderne (1991). Paris, Gallimard.
- L'Ingratitude. Conversation sur notre temps avec Antoine Robitaille, 1999 (La ingratitud)
- L'imparfait du présent, 2002).
- Au nom de l'Autre: Réflexions sur l'antisémitisme qui vient, 2003 (En el nombre del Otro. Reflexiones sobre el antisemitismo que viene, Seix Barral, Barcelona, 2005).
- Nous autres modernes, 2005. (Nosotros, los modernos, Encuentro, Madrid, 2006)
- Entretiens sur la laïcité. Avec Benny Lévy, 2006

## Edición en español
- Finkielkraut, Alain (2007). Nosotros, los modernos. Encuentro. ISBN 9788474907926.

- Finkielkraut, Alain (2005). En el nombre del otro: reflexiones sobre el antisemitismo que viene. Seix Barral. ISBN 978-84-322-4310-3.

- Finkielkraut, Alain (2004). La derrota del pensamiento. Editorial Anagrama. ISBN 978-84-339-0086-9.

- Bruckner, Pascal;  Finkielkraut, Alain (2001). El nuevo desorden amoroso. Editorial Anagrama. ISBN 978-84-339-1310-4.

- Finkielkraut, Alain (2001). La ingratitud: conversaciones sobre nuestro tiempo. Editorial Anagrama. ISBN 978-84-339-6151-8.

- Finkielkraut, Alain (1998). La humanidad perdida: ensayo sobre el siglo XX. Editorial Anagrama. ISBN 978-84-339-0553-6.

- Finkielkraut, Alain (1990). La memoria vana: del crimen contra la humanidad. Editorial Anagrama. ISBN 978-84-339-1342-5.

- Finkielkraut, Alain (1986). La sabiduría del amor. Editorial Gedisa. ISBN 978-84-7432-239-2.

- Finkielkraut, Alain (1982). La nueva derecha norteamericana. Editorial Anagrama. ISBN 978-84-339-0137-8.

- Finkielkraut, Alain (1981). El judío imaginario. Editorial Anagrama. ISBN 978-84-339-1316-6.

- Bruckner, Pascal;  Finkielkraut, Alain (1980). La aventura a la vuelta de la esquina. Editorial Anagrama. ISBN 978-84-339-1314-2.

- Finkielkraut, Alain (2008). Los latidos del mundo. Editorial Amorrortu. ISBN 978-84-610-9017-4.